# Shinzo Koroki
Shinzo Koroki (興梠 慎三, Korōki Shinzō) est un footballeur international japonais né le 31 juillet 1986 à Miyazaki au Japon. Il jouait au poste d'attaquant principalement avec le club japonais des Urawa Red Diamonds.

## Biographie

### En club
Shinzo Koroki joue en faveur des Kashima Antlers puis des Urawa Red Diamonds. Il participe régulièrement avec ces deux équipes à la Ligue des champions d'Asie. Il est quart de finaliste de cette compétition en 2008, en étant battu par le club australien d'Adelaïde United.
Avec ces deux équipes, il dépasse le cap symbolique des 100 buts en première division japonaise. Il inscrit 14 buts en championnat lors de la saison 2016, ce qui constitue sa meilleure performance.
Il remporte trois titres de champion du Japon avec les Kashima Antlers.

### En équipe nationale
Il reçoit 16 sélections en équipe du Japon entre 2008 et 2015.
Il joue son premier match en équipe nationale le 9 octobre 2008, en amical contre les Émirats arabes unis (match nul 1-1).
Il dispute trois matchs rentrant dans le cadre des éliminatoires du mondial 2010, contre l'Ouzbékistan, le Qatar et l'Australie. Il joue également un match lors des éliminatoires du mondial 2018, contre le Cambodge.
En 2015, il prend part à la Coupe d'Asie de l'Est qui se déroule en Chine. Le Japon se classe quatrième de l'épreuve.
Il participe ensuite avec la sélection olympique aux Jeux olympiques d'été de 2016 organisés au Brésil. Il joue trois matchs lors du tournoi olympique : contre le Nigeria, la Colombie, et la Suède. Il inscrit un but lors du premier match, contre le Nigeria.
A noter qu'il n'est pas sélectionné en équipe nationale pendant plus de quatre ans, de juin 2011 à août 2015.

## Palmarès
- Champion du Japon en 2007, 2008 et 2009 avec les Kashima Antlers
- Vainqueur de la Coupe du Japon en 2007 et 2010 avec les Kashima Antlers
- Finaliste de la Coupe du Japon en 2015 avec les Urawa Red Diamonds
- Vainqueur de la Coupe de la Ligue japonaise en 2011 et 2012 avec les Kashima Antlers
- Finaliste de la Coupe de la Ligue japonaise en 2013 avec les Urawa Red Diamonds
- Vainqueur de la Supercoupe du Japon en 2009 et 2010 avec les Kashima Antlers ; en 2016 avec les Urawa Red Diamonds
- Vainqueur de la Ligue des champions de l'AFC 2017